# Büttelbronn (Öhringen)
Büttelbronn ist ein Dorf in Hohenlohe, das seit dem 1. Januar 1974 nach Öhringen (Baden-Württemberg) eingemeindet ist. Der Ort hat heute 510 Einwohner. Zu Büttelbronn gehören die Weiler Obermaßholderbach und Untermaßholderbach.

## Geographie
Der Stadtteil Büttelbronn liegt im Norden der Kernstadt Öhringens in schmalen Talauen, die nach Osten in wellige Hochflächen übergehen. Büttelbronn liegt am Unterlauf des Westernbachs, Unter- und Obermaßholderbach im Tal des Maßholderbachs. Beide Flüsse münden nach Öhringen kurz nacheinander in die untere Ohrn.

## Geschichte
Büttelbronn wurde 1348 erstmals urkundlich erwähnt, geht aber wie auch der zugehörige Wohnplatz Obermaßholderbach sicher schon auf die Ausbauzeit des 9. bis 11. Jahrhunderts zurück. Der Ort befand sich bis zur Mitte des 14. Jahrhunderts im Besitz der Familie von Ohrn aus Oberohrn. Nach dem Aussterben der Familie fiel der Ort an die Hohenlohe, nach der hohenlohischen Hauptlandesteilung von 1553 gehörte der Ort zu Hohenlohe-Neuenstein und zum Amt Zweiflingen.
Mazzalterbach (Ober- oder Untermaßholderbach) wird bereits im Öhringer Stiftungsbrief 1037 erwähnt. Mazzalter ist die mittelhochdeutsche Bezeichnung für Feld-Ahorn, der Name Büttelbronn ist vermutlich auf einen Personennamen zurückzuführen. Bis ins frühe 18. Jahrhundert war Obermaßholderbach der größte der drei Orte, bevor Büttelbronn durch starke Bautätigkeit bis zum frühen 19. Jahrhundert zum größten der Orte wurde. 1806 wurden Büttelbronn und Untermaßholderbach selbstständige Gemeinden, gehörten von 1809 an einige Jahre zur Stabsschultheißerei Unterohrn, bis um 1817 Büttelbronn zur Schultheißerei erhoben wurde, zu der dann auch Unter- und Obermaßholderbach zählten. Der gemeinsame Verwaltungssitz befand sich in Untermaßholderbach. 1834 wurden 422 Einwohner gezählt. Die Einwohnerzahl wuchs bis 1885 auf 574 an, ging dann aber bis zum Beginn des Zweiten Weltkriegs auf 390 Personen zurück. In der unmittelbaren Nachkriegszeit kamen zahlreiche Heimatvertriebene in den Ort, so dass 1950 ein neuer Höchststand von 578 Einwohnern gezählt wurde. Viele der Vertriebenen sind jedoch bereits nach wenigen Jahren wieder abgewandert, woraufhin 1961 nur noch 446 Einwohner gezählt wurden. Diese Einwohnerzahl blieb bis in die 1980er Jahre relativ stabil.
Die Einwohner von Büttelbronn und Maßholderbach lebten bis weit ins 20. Jahrhundert überwiegend von Land- und Forstwirtschaft. Erst nach dem Zweiten Weltkrieg waren auch andere Erwerbszweige, vor allem zunächst das produzierende Gewerbe, vertreten.
Kirchlich waren Unter- und Obermaßholderbach ursprünglich Filialen der Stiftskirche Öhringen, zu der Büttelbronn, das einst Filialgemeinde der Pfarrkirche in Bitzfeld war, um 1500 ebenfalls kam. Gemeinsam mit der Stiftskirche wurden die Orte im 16. Jahrhundert reformiert und waren bis zum Zweiten Weltkrieg dann fast rein evangelisch.